# Jacob Åkerman (professor)
Jacob Åkerman, född 28 oktober 1770 i Rone, Gotlands län, död 21 maj 1829 i Uppsala, var en svensk läkare.

## Biografi
Åkerman var son till kyrkoherden i Rone, Israel Åkerman och dennes hustru Kristina Amalia Toftén och gifte sig 1801 med Gustafva Acrel, dotter till Johan Gustaf Acrel och Anna Margareta Borell. Åkerman blev student vid Uppsala universitet 1784, tjänstgjorde 1790 som läkare vid Västra armén samt promoverades till medicine doktor 1793. Han blev tillförordnad prosektor i Uppsala 1797 och anställdes samtidigt som kirurg på Akademiska sjukhuset. År 1805 utnämndes han till professor i anatomi och kirurgi. Han var universitetslärare i tjugofyra år, varav tre år (1812–1814) även intendent vid Sätra hälsobrunn i Västmanland. Åkerman invaldes 1822 som ledamot nummer 401 av Kungliga Vetenskapsakademien. Under hans presidium utgavs 64 akademiska 
disputationer; dessutom offentliggjorde han några iakttagelser i "Acta Societatis scientiarum Upsaliensis" liksom i Svenska läkaresällskapets handlingar. Jacob Åkerman är begravd på Uppsala gamla kyrkogård.